# A Nagy Duett
A Nagy Duett a TV2 show-műsora, melyben énekesek és hírességek párokat alkotva mutatják meg az országnak, mire képesek közösen. Minden pár egy zenei tehetségből és egy magyar hírességből áll. A hírességek énektudásán a mesterek csiszolgatnak, hogy a műsorban meg tudják állni a helyüket a többi párral szemben, de a jó énektudáson kívül a színészet is fontos, hiszen a dalok mellett egy adott jelenetet kell színpadra vinnie a párosnak Az év duettpárja címért.

## Története
A műsor első évada 2011 áprilisában került adásba a TV2-n. A műsorvezetők Liptai Claudia és Majka voltak. A zsűri tagjai: Balázs Klári, Dobrády Ákos és Kasza Tibor lettek. A nagy duett 1. évadát Trokán Nóra és Molnár Ferenc „Caramel” nyerte.
A második évad 2013 februárjában került adásba a Super TV2-n. Az új széria műsorvezetője az újrázó Liptai Claudia és Till Attila volt. A nagy duett 2. szériáját Cseke Katinka és Kökény Attila nyerte.
A műsor harmadik évada 2014 februárjában került adásba, ezúttal ismét a TV2-n. Az évad műsorvezetői változatlanul Liptai Claudia és Till Attila voltak. A nagy duett 3. szériáját Hien és Cooky nyerte.
A negyedik évad 2016 áprilisában került adásba a TV2-n. Az évad női műsorvezetője változatlanul Liptai Claudia, a férfi műsorvezető viszont Majka. A negyedik évadban Kasza Tibor mellé új zsűritagok kerültek: Szulák Andrea és Cooky személyében. A nagy duett 4. szériáját Péter Szabó Szilvia és Pachmann Péter nyerte.
A műsor ötödik évada 2017 áprilisában került adásba a TV2-n. Az évadot Till Attila egyedül vezette. A nagy duett 5. szériáját Janicsák Veca és Simon Kornél nyerte.
A hatodik évad 2018 áprilisában került adásba a TV2-n. Az évad műsorvezetője Liptai Claudia. A hatodik évadban Kasza Tibor mellé megint új zsűritagok kerültek: Nagy Adri és Pápai Joci. A nagy duett 6. szériáját Horváth Tamás és Balázs Andrea nyerte.
Az eredeti tervek szerint 2021 tavaszán visszatért volna a műsor a hetedik évaddal. Azonban a COVID-19 járvány harmadik hullámának korlátozó intézkedései miatt a csatorna elhalasztotta. Fischer Gábor 2024 novemberében bejelentette, hogy a műsor 2025 tavaszán visszatér a hetedik évaddal. 2025. február 21-én egy sajtótájékoztatón bejelentették, hogy Március 16-án indul az új évad. A műsorvezető személyei két korábbi műsorvezető Till Attila és Liptai Claudia lett. A zsűri most először négytagú lett, Kasza Tibor mellé érkezett Szabó Zsófia, Horváth Tamás és Hajós András. A nagy duett 7. évadát Brasch Bence és Lékai-Kiss Ramóna nyerte.

## Évadok
| Évad | Részek száma | Sugárzás          | Sugárzás          | Győztes páros                          | Második helyezett páros           | Harmadik helyezett páros          | Műsorvezető(k) | Műsorvezető(k) | Zsűri       | Zsűri         | Zsűri         | Zsűri        | Adó |
| Évad | Részek száma | Évadbemutató      | Évadzáró          | Győztes páros                          | Második helyezett páros           | Harmadik helyezett páros          | Műsorvezető(k) | Műsorvezető(k) | Zsűri       | Zsűri         | Zsűri         | Zsűri        | Adó |
| ---- | ------------ | ----------------- | ----------------- | -------------------------------------- | --------------------------------- | --------------------------------- | -------------- | -------------- | ----------- | ------------- | ------------- | ------------ | --- |
| 1.   | 8            | 2011. április 8.  | 2011. május 27.   | Molnár Ferenc „Caramel” és Trokán Nóra | Bereczki Zoltán és Peller Mariann | Éder Krisztián és Iszak Eszter    | Liptai Claudia | Majka          | Kasza Tibor | Balázs Klári  | Dobrády Ákos  |              |     |
| 2.   | 8            | 2013. február 10. | 2013. március 31. | Kökény Attila és Cseke Katinka         | Bangó Margit és Lakatos Márk      | Király Linda és Szabó Győző       | Liptai Claudia | Till Attila    | Kasza Tibor | Balázs Klári  | Dobrády Ákos  |              |     |
| 3.   | 8            | 2014. február 9.  | 2014. március 30. | Hien és Cooky                          | Dolhai Attila és Pokorny Lia      | Király Viktor és Hornyák Hajnalka | Liptai Claudia | Till Attila    | Kasza Tibor | Balázs Klári  | Dobrády Ákos  |              |     |
| 4.   | 9            | 2016. április 10. | 2016. június 5.   | Péter Szabó Szilvia és Pachmann Péter  | Hevesi Tamás és Kulcsár Edina     | Hevesi Tamás és Kulcsár Edina     | Liptai Claudia | Majka          | Kasza Tibor | Szulák Andrea | Cooky         |              |     |
| 4.   | 9            | 2016. április 10. | 2016. június 5.   | Péter Szabó Szilvia és Pachmann Péter  | Peter Šrámek és Keleti Andrea     |                                   | Liptai Claudia | Majka          | Kasza Tibor | Szulák Andrea | Cooky         |              |     |
| 5.   | 10           | 2017. április 2.  | 2017. június 4.   | Janicsák Veca és Simon Kornél          | Ördög Tibor és Mádai Vivien       | Judy és Erdei Zsolt               | Till Attila    | Till Attila    | Kasza Tibor | Szulák Andrea | Cooky         |              |     |
| 6.   | 8            | 2018. április 15. | 2018. június 3.   | Horváth Tamás és Balázs Andrea         | Takács Nikolas és Tápai Szabina   | Csobot Adél és Rózsa György       | Liptai Claudia | Liptai Claudia | Kasza Tibor | Nagy Adri     | Pápai Joci    |              |     |
| 7.   | 9            | 2025. március 16. | 2025. május 11.   | Brasch Bence és Lékai-Kiss Ramóna      | Nótár Mary és Aurelio             | Mihályfi Luca és Hegyes Berci     | Liptai Claudia | Till Attila    | Kasza Tibor | Szabó Zsófi   | Horváth Tamás | Hajós András |     |

## Versenyzők
| Hely. | Évadok                              | Évadok                         | Évadok                            | Évadok                                 | Évadok                             | Évadok                           | Évadok                             |
| Hely. | Első                                | Második                        | Harmadik                          | Negyedik                               | Ötödik                             | Hatodik                          | Hetedik                            |
| ----- | ----------------------------------- | ------------------------------ | --------------------------------- | -------------------------------------- | ---------------------------------- | -------------------------------- | ---------------------------------- |
| 1.    | Caramel és Trokán Nóra              | Kökény Attila és Cseke Katinka | Hien és Cooky                     | Péter Szabó Szilvia és Pachmann Péter  | Janicsák Veca és Simon Kornél      | Horváth Tamás és Balázs Andrea   | Brasch Bence és Lékai-Kiss Ramóna  |
| 2.    | Bereczki Zoltán és Peller Mariann   | Bangó Margit és Lakatos Márk   | Dolhai Attila és Pokorny Lia      | Hevesi Tamás és Kulcsár Edina          | Ördög Tibor és Mádai Vivien        | Takács Nikolas és Tápai Szabina  | Nótár Mary és Aurelio              |
| 3.    | Éder Krisztián és Iszak Eszter      | Király Linda és Szabó Győző    | Király Viktor és Hornyák Hajnalka | Peter Šrámek és Keleti Andrea          | Judy és Erdei Zsolt                | Csobot Adél és Rózsa György      | Mihályfi Luca és Hegyes Berci      |
| 4.    | Falusi Mariann és Árpa Attila       | Szulák Andrea és Papp Gergő    | Nótár Mary és Fekete László       | Dér Heni és Kucsera Gábor              | Emilio és Ábel Anita               | Kollányi Zsuzsa és Kamarás Iván  | Radics Gigi és Visváder Tamás      |
| 5.    | Zoltán Erika és Hajdú Péter         | Csézy és Gesztesi Károly       | Cserpes Laura és Gesztesi Máté    | Keresztes Ildikó és Schóbert Norbert   | Völgyesi Gabriella és Sági Szilárd | Szabó Ádám és Keveházi Krisztina | Pető Brúnó és Sydney van den Bosch |
| 6.    | Tóth Vera és Rákóczi Ferenc         | Szinetár Dóra és Dopeman       | Radics Gigi és Hujber Ferenc      | Fésűs Nelly és Berki Krisztián         | Vastag Csaba és Ábrahám Edit       | Gönczi Gábor és Erdélyi Tímea    | Dér Heni és Gáspár Győző           |
| 7.    | Tóth Gabi és Till Attila            | Gáspár Laci és Erdélyi Mónika  | L.L. Junior és Sarka Kata         | Pintér Tibor és Rubint Réka            | Oláh Gergő és Zimány Linda         | Wolf Kati és Fodor Rajmund       | Stohl András és Geszler Dorottya   |
| 8.    | Ganxsta Zolee és Orosz Barbara      | Szandi és Zsidró Tamás         | Sipos Péter és Csisztu Zsuzsa     | Pál Dénes és Demcsák Zsuzsa            | Peller Károly és Stohl Luca        | Tóth Andi és Rippel Ferenc       | Sári Évi és Schmuck Andor          |
| 9.    | Szekeres Adrien és Harsányi Levente | Détár Enikő és Kovács Lázár    | Oroszlán Szonja és Kárász Róbert  | Lola és Markó Róbert                   | Jolly és Tóth-Hódi Pamela          | Gergely Róbert és Megyeri Csilla | Nagy Feró és Molnár Anikó          |
| 10.   | Zalatnay Sarolta és Gianni Annoni   | Pataky Attila és Görög Zita    | Csepregi Éva és Joshi Bharat      | Nika és Növényi Norbert                | Vincze Lilla és Apáti Bence        | Babits Marcella és Pumped Gabo   | L.L. Junior és Szorcsik Viktória   |
| 11.   |                                     |                                |                                   | Heincz Gábor „Biga” és Debreczeni Zita | Tolvai Renáta és Danny Blue        |                                  |                                    |
| 12.   | Varga Viktor és Cinthya Dictator    | Fábián Juli és Győrfi Pál      |                                   |                                        |                                    |                                  |                                    |

## Idővonal
– Zsűritag vagy műsorvezető

     – Versenyzőként szerepelt az adott évadban
| Név            | Évadok | Évadok | Évadok | Évadok | Évadok | Évadok | Évadok |
| Név            | 1.     | 2.     | 3.     | 4.     | 5.     | 6.     | 7.     |
| Zsűri          | Zsűri  | Zsűri  | Zsűri  | Zsűri  | Zsűri  | Zsűri  | Zsűri  |
| -------------- | ------ | ------ | ------ | ------ | ------ | ------ | ------ |
| Kasza Tibor    |        |        |        |        |        |        |        |
| Hajós András   |        |        |        |        |        |        |        |
| Szabó Zsófi    |        |        |        |        |        |        |        |
| Horváth Tamás  |        |        |        |        |        |        |        |
| Nagy Adri      |        |        |        |        |        |        |        |
| Pápai Joci     |        |        |        |        |        |        |        |
| Szulák Andrea  |        |        |        |        |        |        |        |
| Cooky          |        |        |        |        |        |        |        |
| Balázs Klári   |        |        |        |        |        |        |        |
| Dobrády Ákos   |        |        |        |        |        |        |        |
| Műsorvezető    |        |        |        |        |        |        |        |
| Liptai Claudia |        |        |        |        |        |        |        |
| Till Attila    |        |        |        |        |        |        |        |
| Majka          |        |        |        |        |        |        |        |